# 畑冷泉

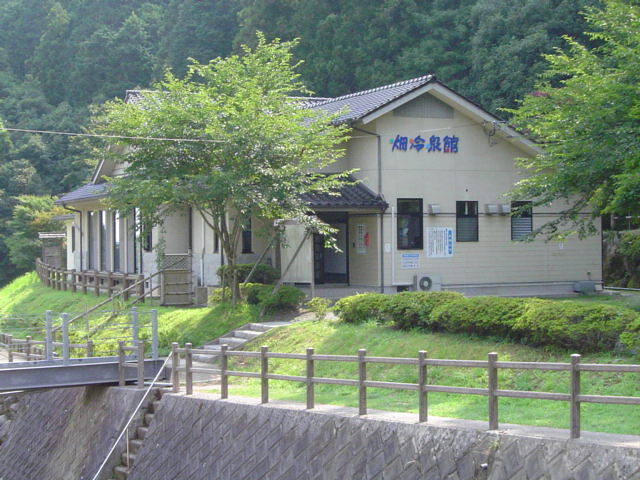
畑冷泉館

畑冷泉（はたのれいせん）とは福岡県豊前市大字畑708番地に所在する冷泉で「九州三名水」に数えられる。

## 概要
水温は15度前後である。また温泉分析表を掲示していないため、温泉法による温泉への該当するかどうかも明示していない浴場であるが、豊前市の観光スポットである。
畑冷泉の歴史は古く、かつて求菩提山が修験道の霊山として栄えた時代、この湧き水は山伏修行者の禊ぎに使われていた。そのため、湧き水は神聖な水として長らく扱われていた。やがて明治時代になると修験道は行われなくなり、この地に住んでいた神官によって「畑冷泉」として整備され、今日に至っている。水神社の境内から大量の水が涌き出ており、周辺市町村や近県の大分県などからも名水を求めて客が訪れる。また、隣接して市営の浴場「畑冷泉館」があり、夏場は冷泉浴なども楽しめる。

## アクセス
- JR九州日豊本線 宇島駅から豊前市バス畑線に乗車し「畑冷泉」下車。
  - ただし、日曜・祝日は同バスは運休する。
  - JR九州日豊本線 豊前松江駅からタクシーで15分。
- 東九州自動車道椎田南インターチェンジから福岡県道232号国見松江線などを経由し約6㎞、同豊前インターチェンジから約11㎞。